# Liste der Seen auf den Azoren
Diese Seite listet einige der Seen auf den Azoren auf. Die Azoren sind eine Inselgruppe im Atlantik, die politisch zu Portugal gehört.

## Corvo
Es gibt auf Corvo einen See, der eine Fläche von 0,25 km² (25 ha) und ein Volumen von 156.000 m³ hat.
- Lagoa do Caldeirão

## Faial
Es gibt auf Faial einen See.
- Lagoa da Caldeira

## Flores
Es gibt auf Flores 8 Seen mit einer Gesamtfläche von 0,72 km² (72 ha) und einem Gesamtvolumen von 10.655.000 m³.
- Lagoa Branca, auch Caldeira Branca
- Lagoa Comprida, auch Caldeira Comprida
- Lagoa da Lomba, auch Caldeira Lomba
- Lagoa dos Patos
- Lagoa Funda das Lajes, auch Caldeira Funda
- Lagoa Negra, auch Lagoa Funda oder Caldeira Funda
- Lagoa Rasa, auch Caldeira Rasa
- Lagoa Seca, auch Caldeira Seca

## Graciosa
Es gibt auf Graciosa 3 Seen, von denen einer unterirdisch ist.
- Lagoa da Vila
- Lagoa do Styx
- Tanque Velho

## Pico
Es gibt auf Pico 46 Seen, von denen die 28 größeren eine Gesamtfläche von 0,16 km² (16 ha) und ein Gesamtvolumen von 232.000 m³ haben.
- Lagoa Corre Água
- Lagoa da Barreira
- Lagoa da Prainha
- Lagoa da Rosada
- Lagoa do Caiado
- Lagoa do Capitão
- Lagoa do Ilhéu
- Lagoa do Landroal
- Lagoa do Paúl
- Lagoa do Peixinho
- Lagoa dos Grotões
- Lagoa Negra
- Lagoa Seca

## Santa Maria
Auf Santa Maria gibt es keine Seen.

## São Jorge
Es gibt auf São Jorge 12 Seen.
- Lagoa da Fajã da Caldeira de Santo Cristo
- Lagoa da Fajã dos Cubres
- Lagoa do Pico Alto
- Lagoa do Pico da Esperança
- Lagoa do Pico do Bernardino
- Lagoa do Pico Pinheiro

## São Miguel
Es gibt auf São Miguel 33 Seen mit einer Gesamtfläche von 8,34 km² und einem Gesamtvolumen von 78.929.000 m³.
- Charco da Madeira
- Lagoa da Prata
- Lagoa das Achadas
- Lagoa das Canas
- Lagoa das Éguas Norte
- Lagoa das Éguas Sul
- Lagoa das Empadadas Norte
- Lagoa das Empadadas Sul
- Lagoa das Furnas
- Lagoa das Sete Cidades, auch Lagoa Azul und Lagoa Verde
- Lagoa de Santiago
- Lagoa de São Brás
- Lagoa do Areeiro
- Lagoa do Caldeirão da Vaca Branca
- Lagoa do Caldeirão Grande
- Lagoa do Caldeirão Norte
- Lagoa do Caldeirão Sul
- Lagoa do Canário
- Lagoa do Carvão
- Lagoa do Cedro
- Lagoa do Congro
- Lagoa do Fogo
- Lagoa do Ilhéu de Vila Franca do Campo
- Lagoa do Pau Pique
- Lagoa do Peixe
- Lagoa dos Nenúfares
- Lagoa Rasa (Serra Devassa)
- Lagoa Rasa (Sete Cidades)

## Terceira
Es gibt auf Terceira 18 Seen mit einer Gesamtfläche von 0,06 km² (6 ha) und einem Gesamtvolumen von 25.000 m³.
- Chã das Lagoinhas
- Lagoa das Patas,  auch Lagoa da Falca
- Lagoa do Escampadouro
- Lagoa do Ginjal
- Lagoa do Junco
- Lagoa do Labaçal
- Lagoa do Negro
- Lagoa do Pico do Alpanaque
- Lagoa do Pico do Areeiro
- Lagoa Funda
- Lagoa Negra
- Lagoinha